# Colla Jove dels Castellers de Vilafranca
|  | Aquest article tracta sobre la colla del 1984-1985. Vegeu-ne altres significats a «Colla Jove Xiquets de Vilafranca». |

La Colla Jove dels Castellers de Vilafranca va ser una colla castellera de Vilafranca del Penedès activa des de 1984 a 1985. Fou la tercera colla de la ciutat, juntament amb els Castellers de Vilafranca (1948) i els Xicots de Vilafranca (1982). Vestia camisa de color gris i els màxims castells que van assolir van ser el 3 de 7 aixecat per sota i el 4 de 7 amb l'agulla.

## Història
La Colla Jove dels Castellers de Vilafranca va néixer el 1984, i ràpidament va assolir el 4 de 7 amb l'agulla i el 3 de 7 aixecat per sota. Només tres mesos després de la seva creació van prendre part al X Concurs de castells de Tarragona, on va aconseguir la setena plaça descarregant el 3 de 7 aixecat per sota, el 4 de 7 amb l'agulla i el 3 de 7, i fent un intent de 2 de 7.
La colla va desaparèixer el 1985, sent una de les que va tenir una vida més curta, però amb un currículum envejable per a l'època. Va tenir una vida tant efímera com criticada. D'una banda, els Castellers de Vilafranca no acceptaven el nom de la colla, per les confusions que podien sorgir; de l'altra, els Falcons de Vilafranca tampoc veien amb bons ulls la creació d'aquesta colla, ja que bona part dels seus membres pertanyien als Falcons. Sumant-hi la reticència dels afeccionats, per la divisió de potencial que podia comportar, la colla va decidir dissoldre's un any després de la seva fundació.